# 早稲田大学系属早稲田実業学校初等部・中等部・高等部
早稲田大学系属早稲田実業学校（わせだだいがくけいぞくわせだじつぎょうがっこう）は、東京都国分寺市本町に所在し、小中高一貫教育を提供する私立小学校・中学校・高等学校。
通称は「早実」（そうじつ）。
早稲田大学の系属校として同大への推薦入学制度があり、高等部卒業生のほぼ全員が同大へ進学しているほか、日本医科大学への推薦枠も有している（早稲田大学高等学院、早稲田大学本庄高等学院も同様の推薦枠を有している）。高等部において、中等部または初等部から入学した内部進学の生徒と高等部から入学した外部進学の生徒との間で、第1学年から混合してクラスを編成する併設混合型中高一貫校。

## 概要
1901年、早稲田大学の前身である東京専門学校が大学としての基礎を確立した頃、早稲田大学の創立者である大隈重信によって設立された。
商業科も設置していたが、2002年に募集を停止し、現在は普通科のみで構成され実業教育は実施していない。
現在も3年文系コースの科目で「初級会計学」「法と経済」が選択で学べ、部活動でも珠算部や在学中の簿記2級合格を目指す商業経済部が活動している。
「個性と高い学力をもち、苦難にうち勝つたくましい精神力を兼ね備えた人物」を育成するために、校是として「去華就実」（華やかなものを去り、実に就く）を、校訓として「三敬主義」（他を敬し、己を敬し、事物を敬す）を創立当初から掲げてきた。また、多くの旧制中等教育学校が5年制を採る中にあって、独自の6年制教育を行っていた（慶應商工も同様に6年制を採用していた）。
大正期に入るとスポーツ活動の充実を図り、質実剛健の校風が確立されていった。
2001年に創立100周年を迎え、それまで新宿区早稲田鶴巻町にあったキャンパスを国分寺市に移転し、中学部の呼称を中等部に改称した。さらに2002年4月から、中等部、高等部とも男女共学を実施し、初等部を開設。
学校創立前後の経緯については石橋湛山の自伝的回想録である『湛山回想』に記述がある。

## 年表

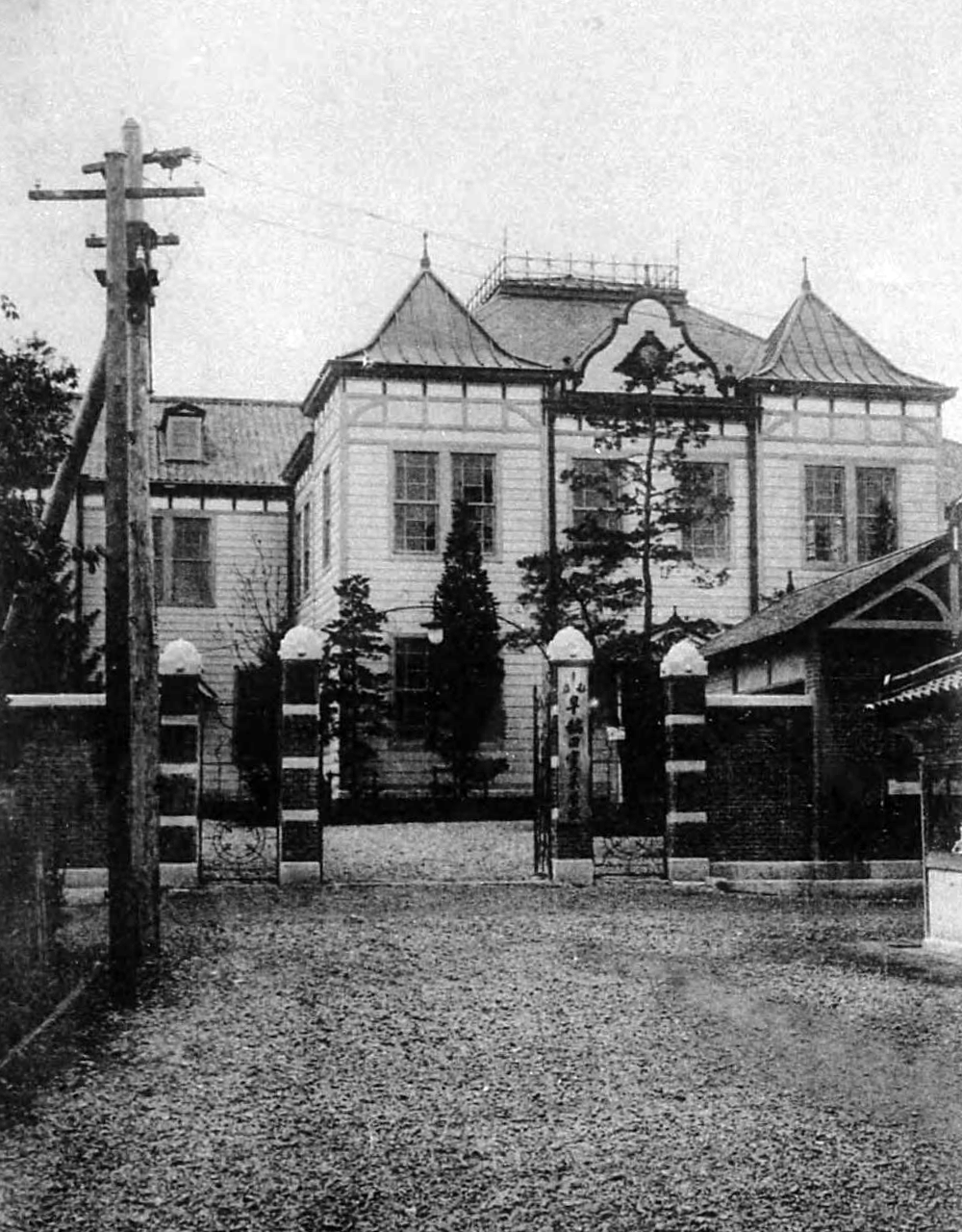
早稲田実業学校校舎（1909年頃）

- 1901年 - 早稲田大学の創設者たちにより、早稲田実業中学（3年制各種学校）が早稲田中学校の校舎内に開校。
- 1902年 - 早稲田実業学校と改称。甲種商業学校に編成され、修業年限を予科1年・本科4年・専攻科2年に変更。大成会発足。
- 1903年 - 早稲田大学の構内に校舎を構える。
- 1904年 - 修業年限を本科3年・専攻科2年に変更。
- 1907年 - 早稲田鶴巻町に校舎を移す。修業年限本科4年に変更・専攻科廃止。

- 1908年 - 予科2年を設置。

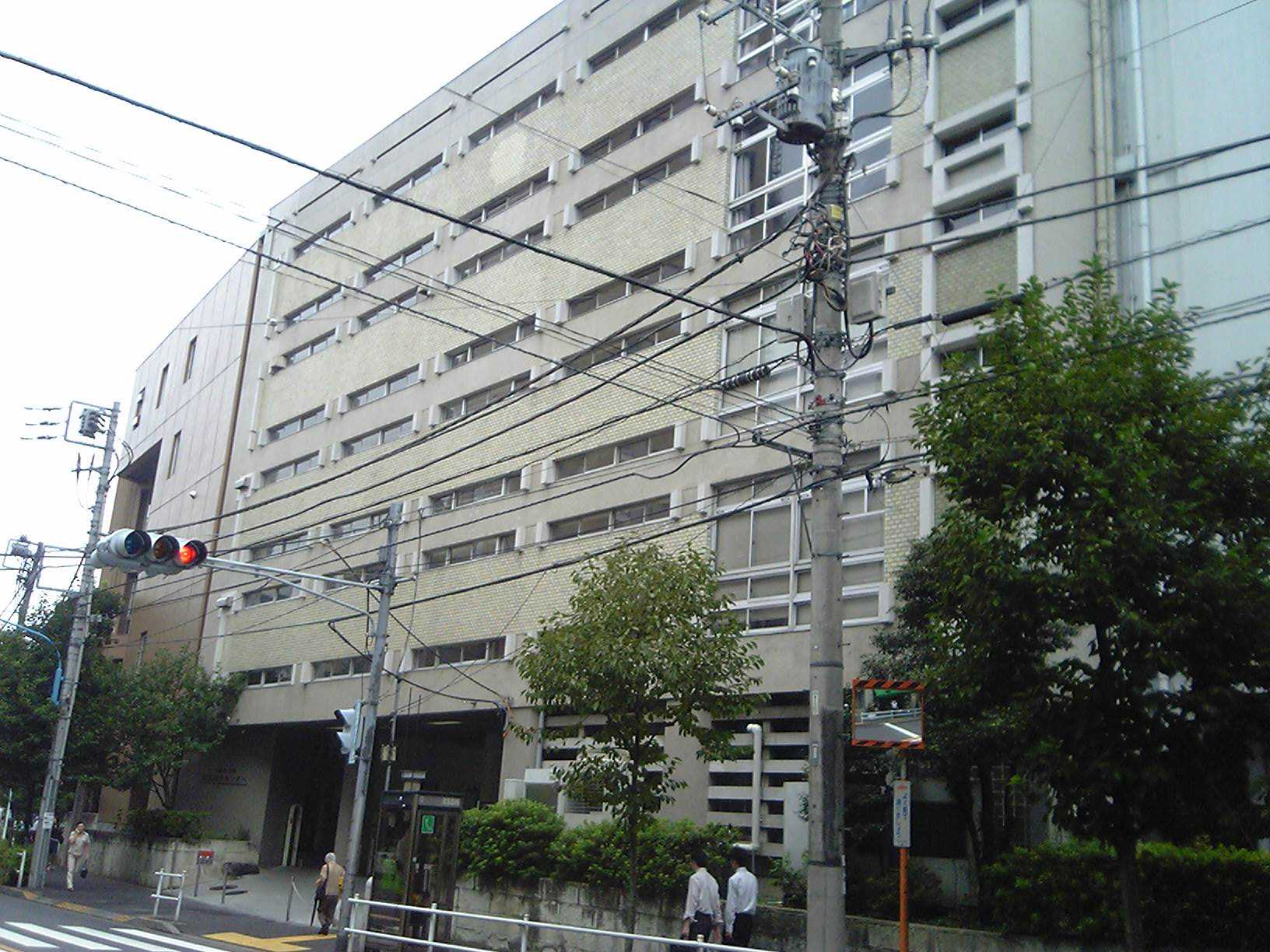
早稲田実業学校校舎（2005年撮影）

- 1912年 - 夜間部（2年制各種学校の扱い）設置。
- 1913年 - 校歌を制定。
- 1917年 - 早稲田騒動により、早大関係の教員が早実を離れ、この頃より早大への無試験入学が認められなくなったとされる[4]。
- 1925年 - 本科6年制に変更（予科廃止）。夜間部も4年制に延長（同時に甲種商業学校に昇格）。
- 1926年 - 早稲田商科学校（2年制各種学校）を併設。
- 1928年 - 昼間部を第一本科・夜間部を第二本科に改める。
- 1929年 - 早稲田商科学校を3年制に変更。
- 1933年 - 第二本科の修業年限を5年に変更。
- 1937年 - 武蔵関にグラウンド造成。
- 1937年 - 大隈信常を名誉校長に迎える。大隈信常は早大、早中、早実の名誉トップに名を連ね、「本来の早稲田学園の姿に復帰」を目指した[5]。
- 1942年 - 修業年限を5年に短縮。
- 1943年 - 修業年限4年に短縮。
- 1944年 - 早稲田実業学校としての生徒募集停止。替わりに早実工業学校を設置（翌年廃止）。早稲田商科学校廃止。
- 1945年 - 戦時教育令を受けて授業停止。空襲により校舎焼失。終戦直後は、早稲田中学校校舎の借用や青空教室などで授業を再開。
- 1947年 - 学制改革により新制の早実中学校設置（翌年中学部に改称）。
- 1948年 - 学制改革により第一本科を中学と高等部商業科の6年制へ、第二本科を4年制の第二高等部（従来通り夜間部商業科）に改編。
- 1957年 - 応援歌「若き力」・「伝統の旗」・「勝利の歌」発表。
- 1961年 - 大成会、新しく発足した生徒会に包括される。
- 1963年 - 「早稲田実業学校の早稲田大学系列下編入に関する合意書」調印。創立時の形態に戻り、早稲田大学系列に復帰。1967年卒業生（1964年高等部入学生）より早大学部進学ができることになるとともに、早大学生の教員志望者のための教育実習校となった。第二高等部廃止[6]。
- 1964年 - 普通科を設置。
- 1966年 - 2学期制に移行。
- 1975年 - 駒ヶ根校舎およびグラウンド完成。
- 1999年 - 武蔵関グラウンド閉鎖。
- 2001年 - 中学部を中等部に改称。国分寺市本町の新校舎に移転。創立百周年記念歌「ワセダ輝く」発表。
- 2002年 - 商業科募集停止。男女共学を実施。初等部開校。
- 2008年 - 駒ヶ根校舎の建て替え・リニューアル工事が完成。

## 学校行事
4月 - 入学式
5月 - 中等部1年、高等部1年のオリエンテーション（長野県の駒ヶ根校舎）
7月・8月 - 中等部2年の総合的な学習の時間（長野県駒ヶ根市）、カナダ研修（3週間）
10月 - 中等部・高等部の体育祭、いなほ祭（文化祭）
12月 - 中等部3年の総合的な学習の時間 古京教室（京都・奈良）、高等部2年の総合的な学習の時間（沖縄教室）
3月 - 卒業式

## 学校施設
国分寺キャンパス（本部）
校舎移転前は新日本製鐵の関連施設があった。校舎も新日本製鐵が「環境にやさしい鉄骨造エコスクール」のコンセプトの下に設計・建設した。
- 1号館 - 小室哲哉記念ホール・普通教室・特別教室（美術室・音楽室・ゼミ室・和室など）
- 2号館 - 体育館（2ヶ所）・ランニングギャラリー・食堂、ラウンジ・普通教室・特別教室（柔道場・剣道場・調理実習室・被服実習室など）
- 3号館 - 図書館・PC教室（CALL教室）・普通教室・特別教室（物理実験室・化学実験室・生物実験室・地学実験室など）
- 4号館 - 各部室・屋内運動場・ゴルフ練習場・弓道場・暗室
- 5号館 - 初等部校舎として、普通教室・特別教室（技術室・美術室・家庭科室・図書室・理科室・音楽室）
- 6号館 - 体育館（初等部用）（バスケットボール、バレーボールに対応）（床暖房、冷房完備）
- その他、グラウンド（中・高等部と初等部別に設置）や屋外プール（水深調節可能）、多目的コートとして、テニスやハンドボールに対応したコートなどが用意されている。

初等部のグラウンドにはトラックやサッカーコートなどがある。
中・高等部のグラウンドも、トラックの他に、サッカーやラグビー、アメリカンフットボールにも対応している。

駒ヶ根校舎
長野県駒ヶ根市に位置する。宿泊機能を備え、新入生のオリエンテーションや各クラブの合宿に利用される。2008年に建て替え工事が完成。
王貞治記念グラウンド
東京都八王子市南大沢にある。主に硬式野球部が練習・試合に使用する。2004年より使用。

### 過去に存在した施設
旧校舎（早稲田鶴巻町キャンパス）
1907年4月 - 2001年3月まで使用された。旧制早稲田中学校の寄宿舎跡地を受け継いだものであった。現在は早稲田大学の120号館として、研究開発センター・大学史資料センターが置かれている他、大学の授業に利用される。
武蔵関グラウンド
東京都練馬区に所在した。1937年より運動場として使用されたが、1999年に、国分寺キャンパスへの移転に伴い閉鎖される。硬式野球部員だった頃の王貞治や荒木大輔らも汗を流した場所であった。戦時中は食糧増産のために生徒が野菜を栽培していたことがある。現在、グラウンド跡にはマンションが建ち、その近くには「早実グラウンド記念公園」が整備されている。

## 部活動
1902年に「大成会」が「学生相互の親睦を計り知識の交換をなし体育を奨励し校風を発輝する」ことを目的に発足している。2代目校長天野為之が「大器晩成」の語より命名した。以降、体育・文化系を問わずクラブ活動が盛んである。
また、部活動中に発生する選手の怪我やスポーツ障害にも迅速かつ適切に対処できるように米国公認アスレティックトレーナー (ATC) の資格を有するアスレティックトレーナーを2005年度から配置している。
- 硬式野球部は全国高校野球大会（"甲子園"）に2024年時点で出場46回（夏の選手権大会は第1回大会から出場して28回、春の選抜大会は第1回大会から出場し18回）。春夏併せての甲子園通算成績は60勝45敗。優勝は1957年春（第29回）、2006年夏（第88回）各1回（後述）。
- バスケットボール部はインターハイ11回、春の選抜・ウィンターカップ4回出場の名門である。1971年インターハイと1974年春の選抜では準優勝を果たしている。直近で出場した全国大会は2003年の第39回ウィンターカップで、1回戦金沢高校に84 - 100で敗戦。
- 硬式テニス部（男子団体）は全国選抜高等学校テニス大会の第1回大会では優勝を果たしている。
- 陸上競技部は全国高校駅伝に3回出場経験がある[10]。
- ラグビー部は、全国高等学校ラグビーフットボール大会の前進にあたる日本フットボール優勝大会の第9回大会（1925年）に初出場し、第11回全国中等学校大会（1929年）で準優勝経験がある。2018年第98回全国高校ラグビーに、第19回中等学校大会以来80年ぶりに出場し、その後も全国高等学校7人制ラグビーフットボール大会を含む全国レベルの大会へ定期的に出場している。
- 少林寺拳法部はインターハイに毎年､全国選抜大会にも3年連続出場の名門である。直近の2019年度インターハイにおいて、女子組演武では3位に､女子団体では4位に入賞している｡
- サッカー部は2023年度に第102回全国高校サッカー初出場を果たした。

### 硬式野球部
- 早稲田実業学校高等部硬式野球部は全国高校野球大会に計46回出場している。
- 春の選抜高等学校野球大会にはこれまで18回出場し、1957年春（第29回）では王貞治投手（現：プロ野球コミッショナー特別顧問）が投打に活躍し、決勝戦で高知商業を5 - 3で下し初優勝している。2006年春（第78回）では、関西対早稲田実業延長15回引き分け再試合を演じている。
- 夏の全国高等学校野球選手権大会地区予選大会は、学校を移転したことや東京都の東西地区割りが変更されたこともあり東西両地区で出場している。地区予選の旧東京都大会・東東京・西東京ブロックの3大会での優勝は史上初である。東京地区予選大会の第1回から第23回までは早稲田実業、慶應普通部、慶應商工の早慶3校で優勝を分け合っているが、その内訳は早稲田実業13回、慶應普通部7回、慶應商工3回となっている[11]。

夏の全国高校野球選手権大会については、前身の全国中等学校優勝野球大会の第1回大会に出場した10校の一つであり、これまでに計28回出場している。1980年夏（第62回）では1年生投手荒木大輔の活躍もあり準優勝、2006年夏（第88回）では決勝戦で南北海道代表の駒大苫小牧を引き分け再試合で4 - 3で下し初優勝を果たした。優勝投手は斎藤佑樹（「第88回大会決勝」を参照）。なお、第1回全国中等学校優勝野球大会（1915年・大正4年）に出場した学校のうち、第1回大会で優勝した京都二中（現鳥羽）、大正期に連覇した和歌山中（現桐蔭）に続いて、第二次世界大戦（太平洋戦争）後に初の深紅の優勝旗を持ち帰った学校となっている。
- 同2006年ののじぎく兵庫国体では決勝戦では駒大苫小牧と再び対戦し、1 - 0で駒大苫小牧を下し29年ぶり2度目の優勝を果たし、夏の甲子園大会・国体の2冠を達成した。

- 第88回夏の大会 初優勝を遂げた試合のスコア、スコアボードの左上に掲揚されているのは早実の校旗
- 第89回夏の大会 阪神甲子園球場へ優勝旗返還のために開会式に参加した早実・川西啓介主将
- 2015年 全国高等学校野球選手権西東京大会の閉会式・記念撮影、神宮球場
- 2017年 春季東京都高等学校野球大会決勝戦、早稲田実業 対 日大三戦、神宮球場[12]
- 早実の応援風景・校歌斉唱、神宮球場

### 部・同好会一覧
※2024年度現在
体育系
- アイススケート（2025年度に同好会化予定）
- 米式蹴球
- 空手道
- 弓道
- 剣道
- ゴルフ
- サッカー
- 山岳
- 少林寺拳法
- 柔道
- 水泳
- スキー（2025年度に同好会化予定）
- ソフトボール
- 卓球
- 軟式テニス
- 硬式テニス
- バスケットボール
- バドミントン
- バレーボール
- ハンドボール
- ボート
- 少年野球
- 軟式野球
- 硬式野球
- ラグビー
- 陸上

文化系
- 英語
- 演劇
- 音楽（室内楽班・合唱班）
- 科学
- 考古学
- 写真
- 珠算（2025年度に同好会化予定）
- 商業経済
- 書道
- 吹奏楽
- 美術
- 文芸

同好会
- 軽音楽
- ダンス
- 茶道
- 将棋囲碁
- 鉄道研究
- 馬術
- 漫画研究
- 数学研究

## 入試
- 中等部入試は、男子約70名、女子約40名の募集定員で、国語・算数・社会・理科の4教科で合否判定される。
- 高等部一般入試は、男子約50名、女子約30名の募集定員で、英語・国語・数学の3教科で合否判定される。
- 高等部推薦入試は、男女合わせて約40名の募集定員で、スポーツ・文化分野と、指定校から若干名募集される。課題作文と本人のみの面接で合否判定される。

## 「日本の宇宙開発発祥の地」の記念碑
国分寺市が日本の宇宙開発発祥の地であることを伝承するために、2005年「日本の宇宙開発発祥の地顕彰会」が発足し2006年同校校門前に記念碑が建立された。
糸川英夫のペンシルロケットの実験から50周年を記念したもので、早稲田実業学校の校友会や市の観光協会、商工会などが参加。記念碑ペンシルロケットの形をイメージした1.3ｍのもので、実験をする糸川教授の姿が刻まれた。除幕式の後にJAXAの的川泰宣・宇宙教育センター長の講演と、糸川教授に50年間チェロを教えた松下修也のチェロコンサートが開催された。タイムカプセルも設置された。
2012年糸川英夫博士生誕百周年を記念し、教職員らがペンシルロケット超音速実験を行った。

## 交通
- 国分寺駅北口より徒歩7分
- 国分寺駅北口より以下のバスで早稲田実業学校バス停下車。
  - 京王バス寺85・86系統
  - 京王電鉄バス武42系統
  - ぶんバス - 本多ルート

## 備考
不祥事等
- 2002年の初等部開校以降の数年、2次試験の面接の際、面接官の奥島孝康（当時早大総長兼早実理事長）自ら、同伴の保護者全員に募集要項の金額をはるかに上回る高額寄付を要請した。その後、東京都の改善通達も無視したため、都は激怒し私学助成金の2割相当額を同学校法人に返還させた。都や文科省から睨まれるようになったばかりか、父兄からも早稲田実業学校責任者であり早大総長であった奥島の拝金主義に厳しい目が向けられた[14][15]。
- 2017年から2023年にかけて、当時の教職員による盗撮や強制わいせつ事犯等、および硬式野球部員による問題行為や盗撮事犯等が複数回あった（詳細はこちらを参照）[16][17][18][19][20]。

## 関連書籍・映像
- 早稲田実業学校編『早実七十五年誌』1976年発行
- 早稲田実業学校編『早実・生徒活動八十五年の歩み』1989年発行
- 早実野球部OB会製作委員会編『早実野球部史』1990年発行
- 中稲会（第四十四回生同期会）編『戦争と共に歩んだ青春 中島飛行機学徒動員の記録』1996年発行
- 早稲田実業学校編『百年を拓く』2001年発行
- 早稲田実業学校編『百年を彩る人びと』2001年発行
- 早稲田実業学校大成会新聞部編『早實新聞 縮刷版 1号（昭和24年4月15日） - 213号（平成12年3月28日）』2001年発行
- 東宝『英霊たちの応援歌 最後の早慶戦』1979年公開